# Georg Christoph Bach
Georg Christoph Bach (1642 - 1697) fue un compositor y poeta alemán.
Hijo de Christoph Bach, nació en Erfurt. Vivió en Arnstadt, donde fue profesor en Heinrichs en 1661 y después cantor en la iglesia de San Bartolomé en Themar con encargos didácticos en la Schola Themarensis en 1668, y en Schweinfurt (Baviera) en 1684. Murió en esta última ciudad.
De sus obras sólo queda la cantata Siehe, wie fein und lieblich ist es (aprox. 1689).
Fue padre de Johann Valentin Bach (1669-1720) y abuelo de:
- Johann Lorenz Bach.
- Johann Elias Bach.